# Проворный (большой противолодочный корабль)
«Проворный» — третий большой противолодочный корабль проекта 61. Под именем СКР-37 он был включён в состав Краснознамённого Черноморского флота.

## Строительство
Заложен 10 февраля 1961 года на заводе имени 61 коммунара в Николаеве. 23 марта 1962 года зачислен в списки кораблей ВМФ, 11 апреля того же года спущен на воду. Вступил в строй 25 декабря 1964 года и 22 января 1965 года включен в состав Черноморского флота.

## Служба
С 1967 года до 1973 года корабль дважды оказывал помощь ВС Египта и ВС Сирии.
В период со 2 по 7 июля 1973 года посетил французский порт Марсель.
22 марта 1974 года «Проворный» отшвартовался у причала завода имени 61 коммунара на капитальный ремонт. С 22 августа 1973 по 27 августа 1974 года корабль модернизировали по проекту 61Э (экспериментальный).
2 декабря 1977 года начались швартовые испытания на корабле.
В 1981 году «Проворный» совершил поход на Северный флот.
С 1982 года входит в состав 70-й бригады противолодочных кораблей 30-й дивизии противолодочных кораблей КЧФ.
С 1 марта 1987 по 21 марта 1988 года на «Проворном» начат капитальный ремонт. Затем работы приостановили, так как БПК уже выслужил свой почти 25-летний срок.
21 августа 1990 года «Проворный» исключили из состава ВМФ. 31 декабря 1990 года расформировали экипаж «Проворного». 18 февраля 1993 года БПК был отправлен в Инкерман на металлолом.

## Командиры корабля
- капитан 3-го ранга Абрамов Ю. В.
- капитан 3-го ранга Довбня А. В.
- капитан 3-го ранга Лёгкий Николай (1965—1966)
- капитан 3-го ранга Касатонов Игорь Владимирович (1969—1971)

1971- ? Гусев 1972 -?
- капитан 3-го ранга Фот Ф. Ф.
- капитан 2-го ранга Потворов В. Л.